# Vindula kabiana
Vindula kabiana är en fjärilsart som beskrevs av Hans Fruhstorfer 1912. Vindula kabiana ingår i släktet Vindula och familjen praktfjärilar. Inga underarter finns listade i Catalogue of Life.